# 岩科村
岩科村（いわしなむら）は、静岡県の東部、賀茂郡に属していた村である。現在の松崎町の南部にあたる。

## 地理
- 河川：那賀川、岩科川
- 岬：室崎、萩谷崎、黒崎
- 山：婆娑羅山、烏帽子山
- 峠：バサラ峠、蛇石峠、大峠

## 歴史
- 1889年（明治22年）4月1日 - 町村制の施行により、 岩科村、雲見村、石部村、岩地村、道部村が合併して発足。
- 1956年（昭和31年）6月1日 - 松崎町に編入。同日岩科村廃止。

## 交通

### 道路
- 国道136号

## 名所・旧跡・観光スポット・祭事・催事
- 岩科学校 - 旧村役場が移築され、「開化亭」として現存[1]
- 岩地温泉
- 石部温泉
- 雲見温泉
- 雲見浅間神社